# Xerocrassa heraklea
Xerocrassa heraklea is een slakkensoort uit de familie van de Hygromiidae. De soort is endemisch op Kreta.
De wetenschappelijke naam Xerocrassa heraklea is voor het eerst geldig gepubliceerd in 2009 door Hausdorf & Sauer.